# Santoche
Santoche ist eine Ortschaft und eine ehemalige französische Gemeinde mit zuletzt 87 Einwohnern (Stand 1. Januar 2014) im Département Doubs in der Region Bourgogne-Franche-Comté.
Mit Wirkung vom 1. Januar 2017 wurden die ehemaligen Gemeinden Clerval und Santoche zur Commune nouvelle Pays de Clerval zusammengelegt. Den ehemaligen Gemeinden wurde in der neuen Gemeinde den Status einer Commune déléguée nicht zuerkannt. Der Verwaltungssitz befindet sich im Ort Clerval.

## Geographie
Santoche liegt auf 286 m, einen Kilometer nördlich von Clerval und etwa 24 Kilometer südwestlich der Stadt Montbéliard (Luftlinie). Das Dorf erstreckt sich in der Niederung des Doubstals nördlich des Flusses, am Nordfuß der Jura-Randkette (Côte d’Armont).
Die Fläche des 2,15 km² großen vormaligen Gemeindegebiets umfasste einen Abschnitt des Doubstals. Die südliche und östliche Grenze verlief entlang dem Doubs, der hier mit mehreren Windungen durch eine knapp ein Kilometer breite flache Talniederung fließt und gleichzeitig die Wasserstraße des Rhein-Rhône-Kanals bildet. Vom Flusslauf erstreckte sich das Gemeindeareal nach Nordwesten über die Talaue auf die angrenzende Hochterrasse, die aus eiszeitlichen Flussablagerungen besteht. Weiter im Nordwesten stieg das Gelände zur Hochfläche des Grand Bois an. Hier wurde mit 385 m die höchste Erhebung von Santoche erreicht.
Nachbargemeinden von Santoche waren Fontaine-lès-Clerval und Pompierre-sur-Doubs im Norden sowie Clerval im Osten, Süden und Westen.

## Geschichte

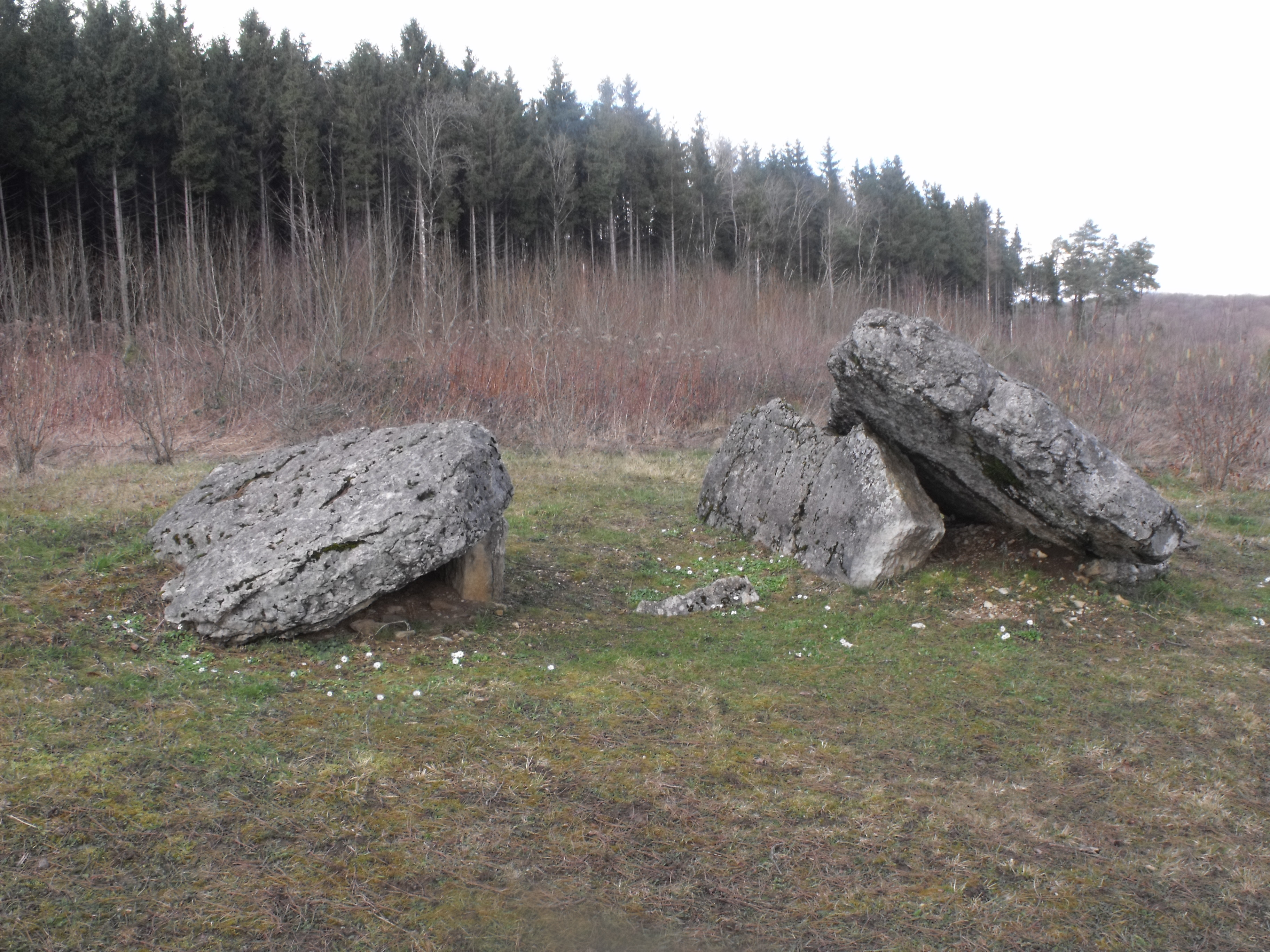
Dolmen von Santoche

Verschiedene Funde sowie der Dolmen zeugen von einer vorgeschichtlichen Besiedlung des Gemeindegebietes von Santoche. Während der Römerzeit führte der Verkehrsweg von Vesontio (Besançon) zum Oberrhein durch das heutige Dorf. Im Mittelalter gehörte Santoche zur Herrschaft Clerval, die im 14. Jahrhundert unter die Oberhoheit der Grafen von Württemberg-Mömpelgard (Montbéliard) kam. Zusammen mit der Franche-Comté gelangte das Dorf mit dem Frieden von Nimwegen 1678 an Frankreich.

## Sehenswürdigkeiten

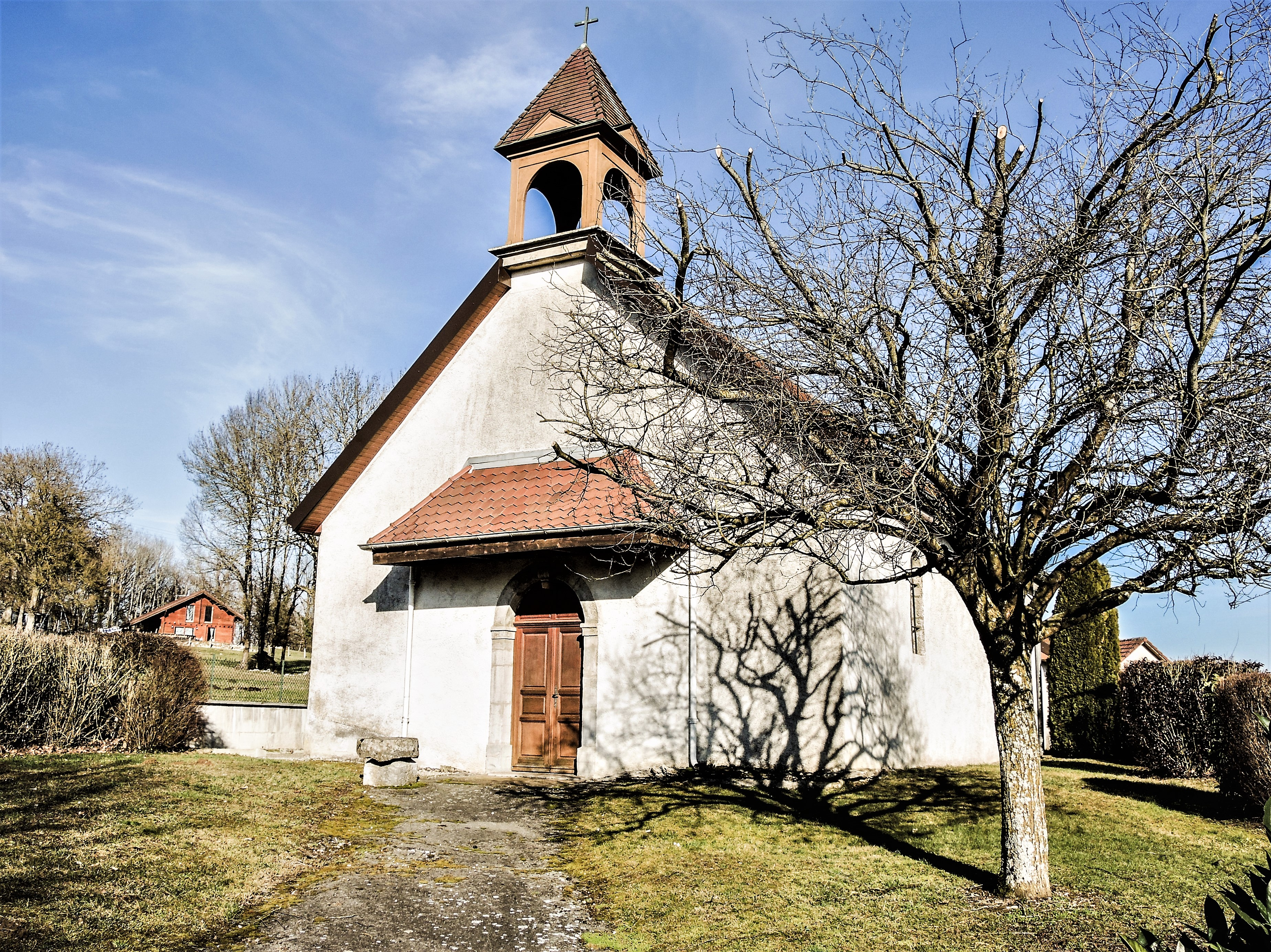
Kapelle Saint-Ermenfroi

Die Kapelle Saint-Ermenfroin Santoche wurde 1671 erbaut und besitzt eine Statue von Saint-Ermenfroi, dem Dorfpatron, aus dem 15. Jahrhundert. Der Dolmen de la Pierre aux Gaulois wurde um 3000 vor Christus errichtet. Am Ufer des Doubs befindet sich die sogenannte Motte de Jules César, vermutlich eine gallische Tempelanlage. Sie besteht aus einer viereckigen Anhöhe umgeben von einem Grabensystem.

## Bevölkerung
| Jahr | Einwohner |
| ---- | --------- |
| 1962 | 31        |
| 1968 | 35        |
| 1975 | 51        |
| 1982 | 74        |
| 1990 | 77        |
| 1999 | 68        |
| 2004 | 86        |
| 2014 | 87        |

Nachdem die Einwohnerzahl in der ersten Hälfte des 20. Jahrhunderts stets im Bereich zwischen 25 und 42 Personen gelegen hatte, wurde seit Beginn der 1970er Jahre ein kontinuierliches Bevölkerungswachstum verzeichnet. Seither hat sich die Einwohnerzahl mehr als verdoppelt.

## Wirtschaft und Infrastruktur
Santoche war bis weit ins 20. Jahrhundert hinein ein vorwiegend durch die Landwirtschaft (Ackerbau, Obstbau und Viehzucht) geprägtes Dorf. Heute ist die wichtigste Arbeitgeberin des Dorfes ein Unternehmen der Gruppe Streit, das mechanische Zubehörteile für den Automobilbau herstellt und rund 150 Personen beschäftigt. Somit hat Santoche deutlich weniger Einwohner als Arbeitsplätze.
Die Ortschaft liegt zwar abseits der größeren Durchgangsstraßen, ist aber trotzdem verkehrstechnisch gut erschlossen. Die Hauptzufahrt erfolgt von Clerval an der Hauptstraße N83 (Besançon-Montbéliard). Der nächste Anschluss an die Autobahn A36, welche das Gemeindegebiet durchquert, befindet sich in einer Entfernung von ungefähr 12 km. Weitere Straßenverbindungen bestehen mit Soye und Pompierre-sur-Doubs. Der nächste Bahnhof an der Eisenbahnlinie Besançon-Mulhouse befindet sich in Clerval rund 1 km vom Ortskern entfernt.